# مولانا همتی انگورانی
مولانا همتی انگورانی از شاعران توانا و در عین حال ناشناخته اواخر قرنِ دهم هجری و اوایل قرن یازدهم است. از او حدود هفت‌هزار بیت شعر در سه زبان اصلی فارسی، عربی و ترکی باقی‌مانده‌است. اشعار او در دو دفتر شعر هستند که جلد نخست شامل ۲۵۰۰ بیت است که دربارهٔ علی بن ابی طالب، امام اول شیعیان و اهل بیت سروده شده‌است. هم‌چنین دفتر دوم شامل ۴۵۰۰ بیت در قالب‌های غزل و قصیده سروده شده‌است.

## زندگی
مولانا همتی انگورانی در روستای انگوران از شهرستان ماهنشان زنجان متولد شد.  او در زمان شاه اساعیل صفوی برای ترویج مذهب تشیع مسافرت‌هایی به امپراطوری عثمانی داشته‌است و در ترکیه به پاس حضور او، بیش از ۱۹ قدمگاه به نامش برپاست. او در نهایت به زادگاه خود برگشته و بعد از وفات در همانجا مدفون گشته است.

## نمونه‌ای از شعر های او در منزلت علی بن ابی طالب، امام اول شیعیان
| ذات حيــدردن گؤرونـدي عالمــه آثــار حــق   |  | شعله چكدي گون تكين هر ذرّه‌دن انوار حق          |
| نطق آنين كنت كنزاً بـابـيـنـه مفتـاح غــيـب  |  | آندان اولدي كایناته معني ده اظهـار حق         |
| رهبر راه علي العرش استوي دور مرتضي          |  | هادي معراج احمد، محـرم اســـرار حق            |
| سجده قيل صدقيله اول شـــاهين جمـال اللّهينه  |  | عارف آيـــات حــق اي عــاشــق ديـــــدار حق   |
| داستــان حـيــدر كــرّاري سؤيـلــر شوقـيــلن |  | بو چمـنـده صد هـــزاران بولـبــول گلـزار حق   |
| كل مخلوقاته اولدور حول و قوّت، صوت و نطق     |  | سؤيلــدي صدّق بو قولـــه صادق اخبــــار حق     |
| هر امانت كي قبول ائتـدين خيانت قيلـــما كيم |  | خائيني بر دار ائـدر اول شحنـهٔ بـــازار حق     |
| مصطفــي و مرتضي نين آلـيــنه اولاديـــــنه  |  | كيم يار اولــدي ايكي عالــمده اولــدي يـار حق |
| «همتي» مردانه دور عهد السته محكم اول        |  | حق ازل قالوا بلي ده ائـيلدين اقــــرار حق     |

| عشقيلن بو عرصه ده ميدان اري دير همتي |  | مشرك و منكرلرين باغرين اريدير همتي   |
| خارجي و ناصبي، مرواني و مشرك دئييل   |  | تابع آل علي، حق لشكريدور همتي        |
| نور آلميش خاك پاييندن بصيرت اهليدور  |  | پيرو شاه ولايت حيدري دور همتي        |
| اتحادي و حلولي، فلسفي دن دور ائدن    |  | نقطوي دن هم حروفي دن بري دور همتي    |
| پيشواسي، رهنماسي، رهبري اثني عشر     |  | قول و فعلي حقّه لايق "جعفري" دور همتي |

| اوْلماسا هر قومه حقدن رهنما روح بتول       |  | اوْنلارا يوم القيامتده شفيع اولماز رسول |
| "جعفري"دور «همتي» سمعينه سيغماز اؤزگه قول |  | يا تصوف يا تناسخ يا تسلسل يا حلول      |

## غزلهایی از مولانا همتی انگورانی
| ای ساچون وصفی شب قدر و رخون بدر منیر        |  | خلق ایچینده بی بدل سن، حسن ایچینده بی نظیر |
| عشقیلن یولداش اولوب حسن اقلیمین گزدیم تامام |  | دهر آرا گلمز اله، سن تک نگار دلپذیر        |
| عارضون فردوس، اوْنا خال و خطون حور و ملک     |  | شمه کوثر دهانون، لبلریندیر شهد و شیر       |
| پیچ طرّه‌ندن مگر بیر عقده آچمیش باد صبح       |  | گرد عطریندن اوْنون دوتدو هوا بوی عبیر       |
| «همتی» شول زلفی چوگان دلربانین عشقینه       |  | عاشیقه بو عرصه‌ده باش اوْیناماقدور ناگزیر    |

| ظاهر ائتدی عارضی دؤرونده تا اول ماه خط   |  | قتلینه بو خیل عشاقین گتیردی آه خط          |
| آه کیم اهل نظر آئینه‌سین دوتدو غبار       |  | چکدی اول مه صفحهٔ رخسارینه ناگاه خط         |
| آرتدی سودای جنونیم سبزهٔ خطون گؤروب       |  | ائیلدی من بیدل و دیوانه‌نی گمراه خط         |
| اهل عشقی هر بیری بیر طور ایلن ائیلر هلاک |  | گاه چشم و گاه ابرو، گاه خال و گاه خط       |
| لوح محفوظ الهی دیر حبیبین صورتی          |  | «همتی» درک ائیله اول لوح اوزره بسم الله خط |